# Балювица
Ба̀лювица е село в Северозападна България. То се намира в община Берковица, област Монтана.

## История
Селото се споменава в османски данъчни регистри от 1530 г. като Беловиче.

## Културни и природни забележителности
Балювица е известна с лековитото си кладенче, за което се твърди, че лекува очни заболявания.
В много добре запазената постройка на някогашното килийно училище днес се помещава кметското наместничество.

## Редовни събития
- Първата неделя от месец август се празнува „празник на поляната“. От всички краища на България идват балювчени, напуснали родното място по различни причини. Празникът се чества в центъра не селото, събират се над 2000 души. Празникът не минава и без духовия оркестър „Берковска духова музика“.
- Запазена е традицията да се празнува Трифон Зарезан всяка първа събота преди 14 февруари. Цялото население на селото и гостите, придружени от духова музика, отиват на лозята, където след зарязване започва всенародно веселие.
- Съборът на селото е на 24 май.

## Личности
- Дамян Иванов (1874 – 1959) – български лекар, основоположник на балнеоложкото курортно дело. Основател на курорта Вършец.
- Младен Исаев (1907 – 1991) – поет;
- Кирил Григоров Георгиев (1920 – 1998) – български архитект, проектирал и строил множество обекти в страната и чужбина.

## Галерия
- Кметското наместничество (бивше килийно училище)
- Църквата „Света Троица“
- Храмовият надпис над вратата на църквата
- Пътеката към минералното изворче

1. ↑  www.grao.bg